# Tonoplast

Struktura komórki roślinnej, tonoplast oznaczony jako g

Tonoplast (błona wakuoli) – pojedyncza, półprzepuszczalna, białkowo-lipidowa błona biologiczna otaczająca wakuole w komórkach roślin i niektórych grzybów. Powstaje z błon retikulum endoplazmatycznego lub pęcherzyków aparatu Golgiego. Oddziela sok komórkowy od cytoplazmy oraz reguluje wymianę jonów i cząsteczek między nimi. Może posiadać rybosomy na zewnętrznej powierzchni.